# Visegrad 4 Bicycle Race
Visegrad 4 Bicycle Race je série jednodenních cyklistických závodů konaných každoročně v Polsku, Česku, Maďarsku a na Slovensku. Závody jsou součástí UCI Europe Tour na úrovni 1.2.

## Vítězové

### GP Polski
| Rok  | Země      | Jezdec              | Tým                       |
| ---- | --------- | ------------------- | ------------------------- |
| 2014 | Slovensko | Erik Baška          | Dukla Trenčín-Trek        |
| 2015 | Polsko    | Bartosz Warchoł     | Cycling Academy           |
| 2016 | Polsko    | Łukasz Owsian       | CCC-Sprandi-Polkowice     |
| 2017 | Polsko    | Kamil Zieliński     | Domin Sport               |
| 2018 | Polsko    | Maciej Paterski     | Wibatech Merx 7R          |
| 2019 | Česko     | Alois Kaňkovský     | Elkov–Author              |
| 2020 | Nejelo se | Nejelo se           | Nejelo se                 |
| 2021 | Izrael    | Itamar Einhorn      | Izrael (národní tým)      |
| 2022 | Polsko    | Marceli Bogusławski | HRE Mazowsze Serce Polski |
| 2023 | Izrael    | Itamar Einhorn      | Izrael (národní tým)      |
| 2024 | Slovensko | Lukáš Kubiš         | Elkov–Kasper              |

### GP Czech Republic
| Rok       | Země      | Jezdec           | Tým                     |
| --------- | --------- | ---------------- | ----------------------- |
| 2014      | Česko     | Josef Černý      | CCC–Polsat–Polkowice    |
| 2015      | Polsko    | Paweł Bernas     | ActiveJet               |
| 2016      | Polsko    | Marek Rutkiewicz | Wibatech–Fuji           |
| 2017      | Slovinsko | Rok Korošec      | Amplatz-BMC             |
| 2018      | Česko     | Alois Kaňkovský  | Elkov-Author            |
| 2019-2020 | Nejelo se | Nejelo se        | Nejelo se               |
| 2021      | Česko     | Adam Ťoupalík    | Elkov–Kasper            |
| 2022      | Česko     | Adam Ťoupalík    | Elkov–Kasper            |
| 2023      | Česko     | Adam Ťoupalík    | Elkov–Kasper            |
| 2024      | Česko     | Martin Voltr     | Pierre Baguette Cycling |

### GP Slovakia
| Rok  | Země     | Jezdec                | Tým                     |
| ---- | -------- | --------------------- | ----------------------- |
| 2014 | Polsko   | Paweł Bernas          | BDC Marcpol             |
| 2015 | Česko    | Alois Kaňkovský       | Whirlpool–Author        |
| 2016 | Ukrajina | Andriy Kulyk          | Kolss BDC Team          |
| 2017 | Česko    | Alois Kaňkovský       | Elkov–Author            |
| 2018 | Polsko   | Maciej Paterski       | Wibatech Merx 7R        |
| 2019 | Česko    | Alois Kaňkovský       | Elkov–Author            |
| 2020 | Polsko   | Stanisław Aniołkowski | CCC Development Team    |
| 2021 | Polsko   | Alan Banaszek         | Mazowsze Serce Polski   |
| 2022 | Itálie   | Thomas Pesenti        | Beltrami TSA–Tre Colli  |
| 2023 | Polsko   | Maciej Paterski       | Voster ATS Team         |
| 2024 | Česko    | Martin Voltr          | Pierre Baguette Cycling |

### Kerékpárverseny
| Rok  | Země      | Jezdec          | Tým                   |
| ---- | --------- | --------------- | --------------------- |
| 2014 | Polsko    | Paweł Bernas    | BDC Marcpol           |
| 2015 | Česko     | Alois Kaňkovský | Whirlpool–Author      |
| 2016 | Slovensko | Marek Čanecký   | Amplatz–BMC           |
| 2017 | Polsko    | Kamil Zieliński | Domin Sport           |
| 2018 | Česko     | František Sisr  | CCC–Sprandi–Polkowice |
| 2019 | Polsko    | Paweł Franczak  | Voster ATS Team       |
| 2020 | Nejelo se | Nejelo se       | Nejelo se             |
| 2021 | Česko     | Michal Schlegel | Elkov–Kasper          |
| 2022 | Česko     | Adam Ťoupalík   | Elkov–Kasper          |
| 2023 | Česko     | Adam Ťoupalík   | Elkov–Kasper          |
| 2024 | Slovinsko | Tilen Finkšt    | Adria Mobil           |

### V4 Special Series Debrecen–Ibrány
| Rok  | Země     | Jezdec        | Tým                 |
| ---- | -------- | ------------- | ------------------- |
| 2018 | Maďarsko | Péter Kusztor | My Bike–Stevens     |
| 2019 | Maďarsko | János Pelikán | Pannon Cycling Team |

### V4 Special Series Vásárosnamény–Nyíregyháza
| Rok  | Země     | Jezdec      | Tým               |
| ---- | -------- | ----------- | ----------------- |
| 2019 | Rakousko | Daniel Auer | Maloja Pushbikers |